# Emoia taumakoensis
Espèce
Statut de conservation UICN

 LC  : Préoccupation mineure
Emoia taumakoensis est une espèce de sauriens de la famille des Scincidae.

## Distribution
Cette espèce est endémique des îles Duff aux Salomon.

## Étymologie
Son nom d'espèce, composé de taumako et du suffixe latin -ensis, « qui vit dans, qui habite », lui a été donné en référence au lieu de sa découverte : l'île de Taumako, principale île des îles Duff.

## Publication originale
- McCoy & Webber, 1984 : Two new species of scincid lizards from Santa Cruz and Duff Islands, Solomon Islands. Copeia, vol. 1984, no 3, p. 571-578.